# Central-Hotel

Das Central-Hotel lag direkt südlich des Berliner Central-Bahnhofs Friedrichstraße

Das Central-Hotel war ein Luxushotel in Berlin in der Nähe des Bahnhof Friedrichstraße. Es wurde 1881 eröffnet und 1945 zerstört.

## Berlins zweites Grand-Hotel

Blick in die Berliner Friedrichstraße nach Süden. Rechts: die lange Straßenfront des Central-Hotels.
Foto: um 1905

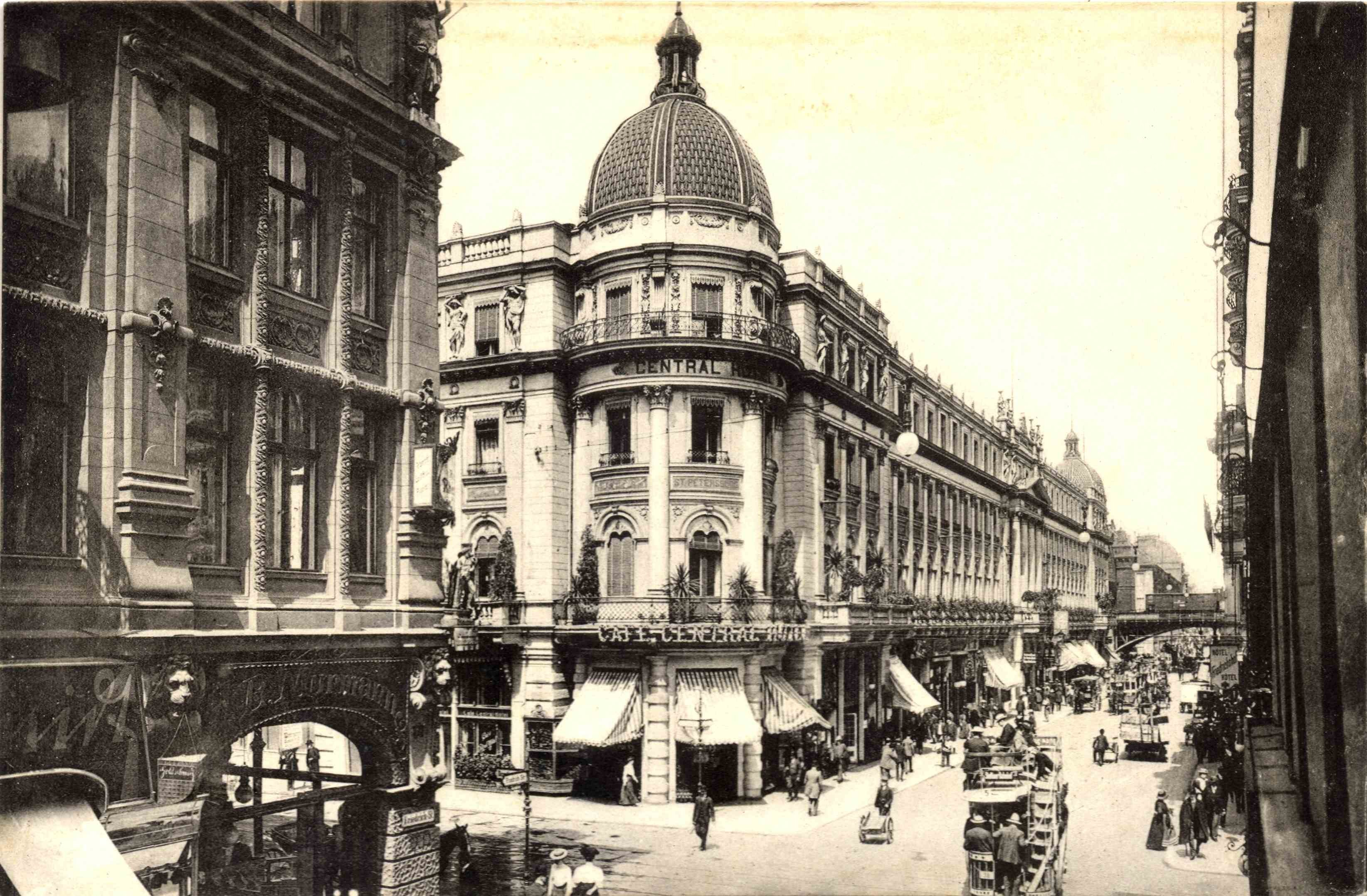
Blick auf die südöstliche Ecke des Central-Hotels an der Kreuzung Friedrich- / Dorotheenstraße

Das Central-Hotel entstand in einer Epoche zunehmenden Reise- und Geschäftsverkehrs und war – nach dem Hotel Kaiserhof (erbaut 1873–1875) – das zweite große Luxushotel, das im aufstrebenden Berlin der Kaiserzeit 1880/1881 neu errichtet wurde. Seinen Namen erhielt das Hotel in Parallele zum benachbarten Bahnhof Friedrichstraße, der zu jener Zeit gerne als Berlins „Central-Bahnhof“ bezeichnet wurde. Wie der Kaiserhof wurde auch das Central-Hotel von den Architekten von der Hude & Hennicke erbaut. Bauherrin war die Eisenbahn-Hotel-Gesellschaft, deren Mehrheitsgesellschafter die Hotelbetriebs-AG war. Während das Hotel Kaiserhof südlich der Straße Unter den Linden am Wilhelmplatz und damit in der Nähe des Potsdamer und des Anhalter Bahnhofs lag, wurde das Central-Hotel nördlich der Straße Unter den Linden, in der Friedrichstraße 143–149, errichtet.

## Berlins charakteristischstes und größtes Hotel
Das Central-Hotel hatte eine fast 100 Meter lange Straßenfront und besaß Ecklagen zur Dorotheen- und Georgenstraße. Die Bebauung wurde durch den Abriss älterer Wohnhäuser möglich, hinter denen sich ursprünglich größere Gartenanlagen befunden hatten. Die Grundstücksseite zur Georgenstraße war bis dahin sogar weitgehend unbebaut geblieben.
Ein Hotelexperte bezeichnete das Central-Hotel in einem Reiseführer aus dem Jahr 1905 als „das für Berlin charakteristischste und größte“ Hotel, „technisch auf der Höhe“ und „mitten im weltstädtischen Getriebe“. Es verfügte 1887 über 600 Zimmer (1904: 500 Zimmer) „für Ansprüche der verschiedensten Grade“, hatte drei Fahrstühle, ein eigenes Post- und Telegraphenbüro sowie ein Tourismusbüro, das Eisenbahn- und Rundreisefahrkarten verkaufte, außerdem ein Café-Restaurant. Im Hotel fanden häufig Konzerte statt, insbesondere Abends im Wintergarten. Die Mehrzahl der Gäste waren reisende Kaufleute, die sicherlich die amerikanische Bar und die Weinprobierstube im Hause zu schätzen wussten.
Der touristische Charakter des Hauses wurde noch betont durch die zugehörigen Restaurationsbetriebe, die einem regionalen Konzept folgten. Den Gästen des Central-Hotels standen eine Schwarzwaldstube, ein Bayerischer Bierhof, ein Heidelberger Studentensaal, ein Hansaraum, eine Schlesische Baude, eine Ostfriesische Fischerstube, ein Rheinlandsaal, ein Deutschlandsaal und ein Heidelberger Keller zur Verfügung, in denen entsprechend landestypische Speisen im Angebot standen. Daneben beherbergte das Central-Hotel noch das Restaurant Central mit der Diana-Bar, das Café Central und (nachdem der traditionsreiche Standort Unter den Linden/Friedrichstraße aufgegeben worden war) das Café Bauer.

## Im Wettstreit mit dem Hotel Kaiserhof
Das Central-Hotel war von seiner Kapazität her größer als der konkurrierende Kaiserhof, zu dem es von Anfang an ein Gegengewicht bildete. Letztlich konnte das Central-Hotel dem Kaiserhof trotz seiner mindestens gleichwertigen Ausstattung und seiner an sich noch besseren Verkehrsanbindung nicht den Rang als erstes Hotel Berlins in der frühen Zeit des wilhelminischen Kaiserreichs streitig machen. Während der Kaiserhof ein Hotel für ein vornehmes Stammpublikum von Diplomaten, Adligen und Politikern war, entwickelte sich das Central-Hotel zu einem Passantenhotel, das mehr die Durchreisenden anzog, die in der Nähe des Bahnhofs bleiben wollten oder mussten. Die Position in der leicht anrüchigen Bahnhofsgegend wurde – trotz ihrer zentralen Verkehrsfunktion – stigmatisiert, das noble Wohn- und Regierungsviertel am Wilhelmplatz dagegen nicht. Hinzu kam die geringe Breite der Friedrichstraße, die sich als nachteilig für die repräsentative Wirkung des Gebäudes des Central-Hotels erwies.
Ab 1907 entwickelte sich das Hotel Adlon am Pariser Platz zum angesehensten Hotel von Berlin und verdrängte den Kaiserhof und das Central-Hotel von den Spitzenplätzen. Das Central-Hotel verfügte jedoch über einen Trumpf, den die anderen Häuser nicht im gleichen Maße aufzuweisen hatten. Es beherbergte prachtvolle Festsäle, die – nach Umbau zu einem Bühnensaal – als Wintergarten legendären Ruhm in der Welt des Varietés, der Revue und der Operette erlangten.

## Wirtschaftliche Hintergründe

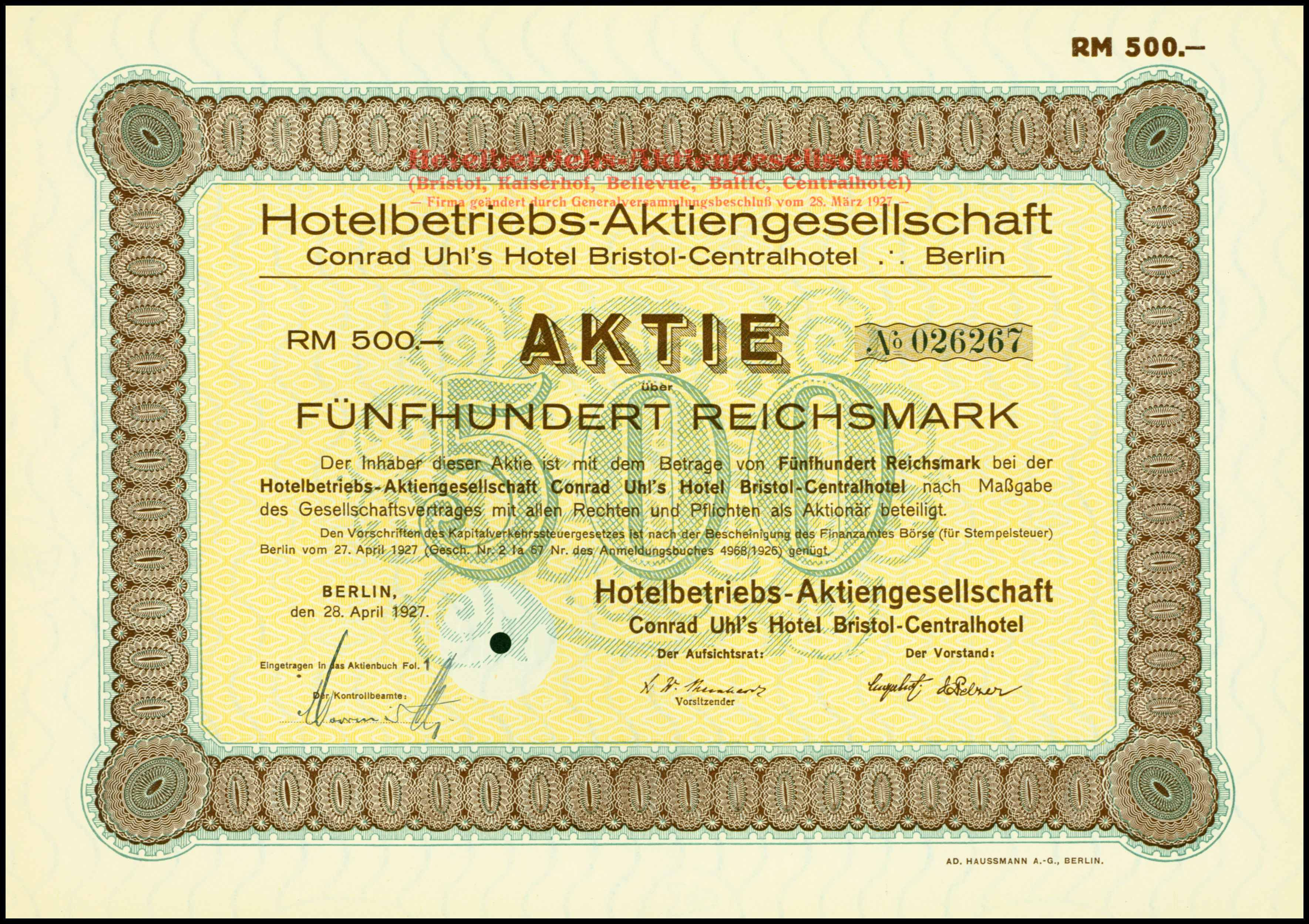
Aktie über 500 Reichsmark der Hotelbetriebs-AG vom 28. April 1927

Eigentümerin des Central-Hotels war bis 1926 die 1897 gegründete Hotelbetriebs-AG, in deren Besitz sich auch die Luxushotels Bristol und Bellevue befanden. Die Aktiengesellschaft war damit zu dieser Zeit das führende Hotelunternehmen in Berlin. Der Bestand an renommierten Herbergen erweiterte sich im Folgejahr um die Hotels Kaiserhof und Baltic, die durch den Übergang der Berliner Hotel-Gesellschaft in das Eigentum der Hotelbetriebs-AG gelangten.
Im Jahr 1926 erwarb die Aschinger-Aktien-Gesellschaft, die bereits 50 Hotels und Gaststätten, darunter 25 Bierquellen, 15 Konditoreien und Cafés betrieb, rund 80 Prozent des Aktienkapitals der Hotelbetriebs-AG und wurde damit deren Hauptaktionär. Damit erlangte Aschinger Einfluss auf die ebenso angesehenen wie bekannten Hotels Bristol, Bellevue und das Central-Hotel sowie die in letzterem gelegenen Einrichtungen, darunter das Restaurant Zum Heidelberger und das Wintergarten-Theater.
Die Aschinger-AG besaß damit sämtliche Berliner Grand Hotels mit Ausnahme der Hotels Adlon, Continental, Eden, Esplanade und Excelsior und stieg zum größten Hotel- und Gaststättenkonzern in Europa auf. Die Zukäufe erlaubten dem Konzern Gewinne und Verluste einzelner Hotels gegeneinander aufzurechnen und damit ausgeglichene Bilanzen zu erreichen.

## Zerstörung im Zweiten Weltkrieg

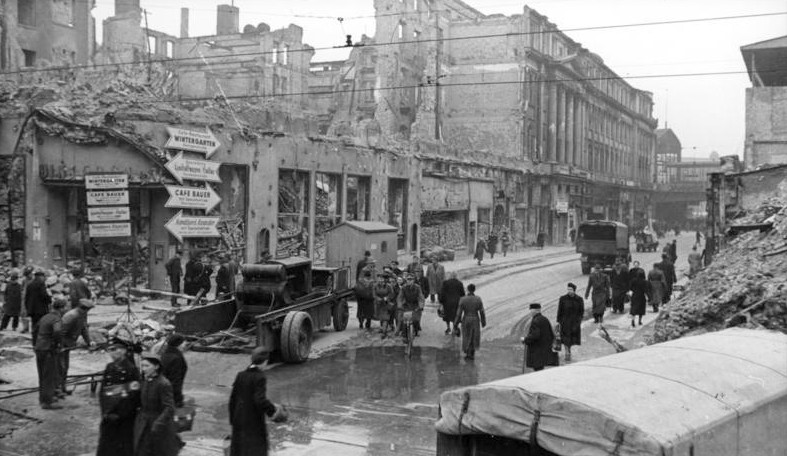
Das Central-Hotel (Bildmitte rechts) wurde im Zweiten Weltkrieg zerstört. Im Hintergrund rechts: der Bahnhof Friedrichstraße.

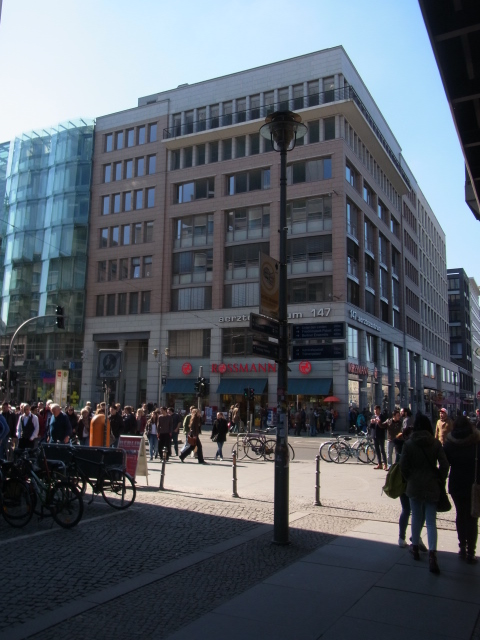
Standort des ehemaligen Central-Hotels (Nordost-Ecke), 2014

Im Zweiten Weltkrieg wurde das Central-Hotel durch Luftangriffe der Alliierten zerstört. Nachdem die Trümmer beseitigt worden waren, ließ die DDR einen Straßenblock weiter, zwischen Dorotheen- und Mittelstraße, das Interhotel Metropol errichten. Aus diesem ging in den späten 1990er Jahren durch weiteren Um- und Anbau das Hotel Maritim pro arte hervor.